# James E. Newcom
James Edward Newcom, connu comme James E. Newcom, est un monteur — membre de l'ACE — et producteur américain, né le 29 août 1905 dans le comté de Wayne (Indiana), mort le 6 octobre 1990 à San Diego (Californie).

## Biographie
Comme monteur, James E. Newcom contribue à quarante-sept films américains (produits notamment par la MGM), le premier sorti en 1933. Mentionnons Autant en emporte le vent de Victor Fleming et autres (1939, avec Vivien Leigh et Clark Gable), La Flamme sacrée de George Cukor (1942, avec Spencer Tracy et Katharine Hepburn), Scaramouche de George Sidney (1952, avec Stewart Granger et Janet Leigh), ou encore Tora ! Tora ! Tora ! de Richard Fleischer et autres (coproduction américano-japonaise, avec Joseph Cotten et Jason Robards), son dernier film sorti en 1970.
Il est également monteur sur deux séries télévisées, Le Gant de velours (un épisode, 1961) et Le Fugitif (un épisode, 1963).
En outre, James E. Newcom est producteur associé de quatre films dans les années 1950, dont Marqué par la haine de Robert Wise (1956, avec Paul Newman et Pier Angeli), et producteur d'un épisode (1959) de la série-western Laramie.
Autant en emporte le vent pré-cité lui permet en 1940 de gagner l'Oscar du meilleur montage. Il partage cette récompense avec Hal C. Kern, aux côtés duquel il travaille sur quelques autres films, dont Une étoile est née de William A. Wellman (1937, avec Janet Gaynor et Fredric March). Il obtient ultérieurement trois autres nominations à cet Oscar, la dernière pour Tora ! Tora ! Tora ! également visé plus haut.

## Filmographie

### Cinéma

#### Monteur (sélection)
- 1935 : Monseigneur le détective (The Bishop Misbehaves) d'Ewald André Dupont
- 1933 : Moi et le Baron (Meet the Baron) de Walter Lang
- 1936 : Le Défenseur silencieux (Tough Guy) de Chester M. Franklin
- 1937 : La Joyeuse Suicidée (Nothing Sacred) de William A. Wellman
- 1937 : Le Prisonnier de Zenda (The Prisoner of Zenda) de John Cromwell
- 1937 : Une étoile est née (A Star Is Born) de William A. Wellman
- 1939 : Le Lien sacré (Made for Each Other) de John Cromwell
- 1939 : Autant en emporte le vent (Gone with the Wind) de Victor Fleming, George Cukor et Sam Wood
- 1940 : Rebecca d'Alfred Hitchcock
- 1940 : Capitaine Casse-Cou (Captain Caution) de Richard Wallace
- 1941 : Le Retour de Topper (Topper Retuns) de Roy Del Ruth
- 1941 : The Chocolate Soldier de Roy Del Ruth
- 1941 : The Get-Away d'Edward Buzzell et Richard Rosson
- 1942 : La Flamme sacrée (Keeper of the Flame) de George Cukor
- 1942 : Au temps des tulipes (The Vanishing Virginian) de Frank Borzage
- 1942 : Tortilla Flat de Victor Fleming
- 1943 : Un espion a disparu (Above Suspicion) de Richard Thorpe
- 1943 : L'Étrangleur (Lady of Burlesque) de William A. Wellman
- 1944 : Depuis ton départ (Since You Went Away) de John Cromwell
- 1944 : Un fou s'en va-t-en guerre (Up in Arms) d'Elliott Nugent
- 1945 : Paris Underground de Gregory Ratoff
- 1946 : Le Démon de la chair (The Strange Woman) d'Edgar Georg Ulmer
- 1947 : Des filles disparaissent (Nothing Sacred) de Douglas Sirk
- 1947 : La Femme déshonorée (Dishonored Lady) de Robert Stevenson
- 1948 : La Grande Menace (Walk a Crooked Mile) de Gordon Douglas
- 1949 : Le Danube rouge (The Red Danube) de George Sidney
- 1950 : La Clé sous la porte (Key to the City) de George Sidney
- 1950 : Annie, la reine du cirque (Annie Get Your Gun) de George Sidney
- 1951 : Convoi de femmes (Westward the Women) de William A. Wellman
- 1951 : L'Amant de Lady Loverly (The Law and the Lady) d'Edwin H. Knopf
- 1951 : Tout ou rien (Go for Broke!) de Robert Pirosh
- 1951 : Jour de terreur (Cause for Alarm!) de Tay Garnett
- 1952 : Scaramouche de George Sidney
- 1954 : Prisonnier de guerre (en) (Prisoner of War) d'Andrew Marton
- 1954 : Sur la trace du crime (Rogue Cop) de Roy Rowland
- 1957 : L'Adieu aux armes (A Farewell to Arms) de Charles Vidor
- 1960 : Scent of Mystery de Jack Cardiff
- 1968 : Les Années fantastiques (The Impossible Years) de Michael Gordon
- 1970 : Tora ! Tora ! Tora ! de Richard Fleischer, Kinji Fukasaku et Toshio Masuda

#### Producteur associé (intégrale)
- 1955 : Le Procès ou Mon fils est innocent (Trial) de Mark Robson
- 1956 : Marqué par la haine (Somebody Up There Likes Me) de Robert Wise
- 1957 : L'aigle vole au soleil (The Wings of Eagles) de John Ford
- 1957 : Femmes coupables (Until They Sail) de Robert Wise

### Séries télévisées
(intégrale)
Monteur
- 1961 : Le Gant de velours (The New Breed), saison unique, épisode 5 The Compulsion to Confess de Walter Grauman
- 1963 : Le Fugitif (The Fugitive), saison 1, épisode 12 À un fil (Glass Tightrope) d'Ida Lupino

Producteur
- 1959 : Laramie, saison 1, épisode 2 Glory Road d'Herschel Daugherty

## Distinctions

### Récompense
- 1940 : Oscar du meilleur montage (partagé avec Hal C. Kern), pour Autant en emporte le vent.

### Nominations
- Trois nominations à l'Oscar du meilleur montage :
  - En 1945, pour Depuis ton départ ;
  - En 1951, pour Annie, la reine du cirque ;
  - Et en 1971, pour Tora ! Tora ! Tora !.